# El imperio de la fortuna
El imperio de la fortuna és una pel·lícula mexicana de drama de 1986, dirigida per Arturo Ripstein i basada en un conte de Juan Rulfo. És la segona versió d'aquest mateix tema, la primera portant com a actors principals a Narciso Busquets, Lucha Villa i Ignacio López Tarso, es va dir El gallo de oro.
És la primera col·laboració entre el director Arturo Ripstein i la seva esposa, la guionista Paz Alicia Garciadiego. Fou seleccioanda per representar Mèxic a l'Oscar a la millor pel·lícula de parla no anglesa als Premis Oscar de 1987, però finalment no fou nominada.

## Locacions
Per El imperio de la fortuna es van utilitzar escenaris reals i no va haver-hi escenes d'estudi. Es va filmar a l'Estat de Tlaxcala, al centre de Mèxic.

## Sinopsi
Dionisio és un discapacitat enfonsat en la misèria que viu amb la seva mare en un petit poble de Mèxic. Treballa com pregoner donant avisos al voltant del poble. Sovint assisteix a les baralles de galls que s'organitzen al poble. Un dia, l'amo del gall perdedor d'una baralla, Lorenzo Benavides, el dona a Dionisio perquè l'aprofiti menjant-se'l, no obstant això Dionisio cuida de l'animal, l'entrena i finalment el converteix en un gall guanyador de baralles. Dionisio perd el seu gall en mans de Lorenzo Benavides, però es recupera fent societat amb La caponera, una maca cantant qui abans el rebutjava, però que a despit dels seus enamoriscaments amb Lorenzo Benavides, comença llavors a entaular una relació sentimental amb Dionisio. Per Dionisio, La caponera és el seu talismà que li ha donat sort en les apostes, per la qual cosa decideix casar-se amb ella quan es torna ric i retirar-la del negoci de l'espectacle. Aïllada de la vida llicenciosa que portava, La caponera comença a sentir-se infeliç, al mateix temps que Dionisio va perdent els seus diners per quedar en la pobresa.

## Repartiment
- Ernesto Gómez Cruz interpreta a Dionisio Pinzón.
- Luis Aragón interpreta a El Camioner
- Blanca Guerra interpreta a "La caponera".
- Alejandro Parodi Montaño interpreta a Lorenzo Benavides.
- Raúl Valerio interpreta a Carmelo, director de la banda on cantava la caponera.

## Premis i reconeixements
En la XXIX edició dels Premis Ariel, El imperio de la fortuna a arrasar amb els premis lliurats en la cerimònia de premis, obtenint els següents premis:
- Ariel d'Or per Arturo Ripstein.
- Ariel de Plata per Millor actor per a Ernesto Gómez Cruz.
- Ariel de Plata per Millor actor de quadre per a Ernesto Yáñez Trujillo.
- Ariel de Plata per Millor direcció per a Arturo Ripstein.
- Ariel de Plata per Millor edició per a Carlos Savage.
- Ariel de Plata per Millor guió original per a Juan Rulfo.
- Ariel de Plata per Millor Ambientació per a Ana Sánchez i Patrick Pasquier.
- Ariel de Plata per Millor Coactuación Masculina per a Alejandro Parodi.

A més en altres lliuraments, incloent festivals internacionals es va adjudicar:
- Millor actor al Festival de Cinema de l'Havana de 1986 per Ernesto Gómez Cruz.
- Diosa de Plata del Cercle de Periodistes de Mèxic de 1986 per Millor pel·lícula
- Conquilla de Plata al Millor actor del Festival Internacional de Cinema de Sant Sebastià 1986 per Ernesto Gómez Cruz.[6]